# Przemysl Ier de Grande-Pologne
Przemysl Ier de Grande-Pologne (en polonais Przemysł I Wielkopolski), de la dynastie des Piasts, est né entre le 5 juin 1220 et le 4 juin 1221, et décédé à Poznań le 4 juin 1257. Il est le fils aîné de Ladislas Odonic et d'Hedwige.
Il a été duc d'Ujście (1239-1241), duc de Grande-Pologne avec son frère (1241-1247), duc de Kalisz (à partir de 1244), duc de Poznań et de Gniezno (1247-1249), duc de Ruda[Lequel ?] (à partir de 1249), duc de Poznań et de Kalisz (1249-1250), duc de toute la Grande-Pologne (1250-1253) et duc de Poznań (1253-1257).
En 1239, à la mort de son père, il hérite de la partie de la Grande-Pologne que Ladislas Odonic contrôlait et devient duc d'Ujście. Il va s'efforcer de récupérer tous les territoires de Grande-Pologne. En 1241, après la mort d'Henri II le Pieux à la bataille de Legnica, Przemysl et son frère Boleslas le Pieux s'emparent des régions de Poznań et de Gniezno. Sur leur lancée, ils s'emparent de toutes les villes de Grande-Pologne qui étaient contrôlées par la Silésie. En 1244, il épouse Élisabeth, une fille d'Henri II le Pieux. En échange, Przemysl obtient de Ladislas d'Opole le retour de la région de Kalisz dans le Duché de Grande-Pologne. En 1247, Przemysl devient duc de Poznań et de Gniezno et, sous la pression de la noblesse, doit laisser le duché de Kalisz à son frère. Il obtient également Santok de Boleslas II le Chauve. Il s'allie Bogufał II, l'évêque de Poznań. En 1249, il fait un échange avec son frère et devient duc de Poznań et de Kalisz. En 1250, pour des raisons qui nous sont inconnues, il emprisonne son frère et devient duc de toute la Grande-Pologne (Poznań, Gniezno et Kalisz) jusqu'en 1253. En 1253, il libère son frère et lui laisse Kalisz et Gniezno, conservant Poznań. Il donne le droit de Magdebourg à cette ville. Le 8 mai 1254, à Cracovie, en compagnie d'autres Piasts (notamment Boleslas le Pieux, Casimir Ier de Cujavie, Siemovit Ier de Mazovie, Ladislas d'Opole et Boleslas V le Pudique), il participe aux cérémonies célébrant la canonisation de saint Stanislas.
Un des gros problèmes auquel il a dû faire face pendant tout son règne est la politique d'expansion du Brandebourg. Sans beaucoup de succès, il a essayé d'établir des relations de bon voisinage.
Przemysl Ier de Grande-Pologne décède à Poznań le 4 juin 1257. Il est le père de quatre filles et d'un fils (Przemysl II).